# Хюммерих
Хюммерих (нем. Hümmerich) — община в Германии, в земле Рейнланд-Пфальц. 
Входит в состав района Нойвид. Подчиняется управлению Ренгсдорф.  Население составляет 780 человек (на 31 декабря 2010 года). Занимает площадь 4,27 км².